# Buffy (album)
Buffy è un album di Buffy Sainte-Marie, pubblicato dalla MCA Records nel marzo del 1974. Il disco fu registrato al Quadrofonic Sound Studios di Nashville, Tennessee (Stati Uniti).

## Tracce
Brani composti da Buffy Sainte-Marie, eccetto dove indicato
Lato A
1. Can't Believe the Feeling When You're Gone – 3:05
2. I've Really Fallen for You – 3:01
3. Sweet Little Vera – 4:53
4. Star Boy – 5:21

Lato B
1. Sweet, Fast Hooker Blues – 2:08
2. Generation – 3:00
3. Hey! Baby Howdja Do Me This Way? – 3:44
4. I Can't Take It No More – 3:06 (John Reid, Norbert Putnam)
5. Waves – 3:21
6. That's the Way You Fall in Love – 2:51

## Musicisti
Can't Believe the Feeling When You're Gone
- Buffy Sainte-Marie - voce, coro
- Charlie McCoy - chitarra
- Reggie Young - chitarra
- Sid Sharp - strumenti a corda
- The L.A. Strings - strumenti a corda
- David Briggs - pianoforte
- Memphis Horns - strumenti a fiato
- Norbert Putnam - basso
- Kenny Buttrey - batteria

I've Really Fallen for You
- Buffy Sainte-Marie - pianoforte, voce
- Reggie Young - chitarra
- Sid Sharp - strumenti a corda
- The L.A. Strings - strumenti a corda
- Norbert Putnam - basso
- Kenny Malone - batteria
- Kenny Buttrey - percussioni

Sweet Little Vera
- Buffy Sainte-Marie - chitarra, voce
- Charlie McCoy - chitarra elettrica
- Reggie Young - chitarra elettrica
- David Briggs - pianoforte, organo
- Memphis Horns - strumenti a fiato
- Norbert Putnam - basso
- Kenny Buttrey - batteria
- Kenny Malone - percussioni

Star Boy
- Buffy Sainte-Marie - pianoforte, voce
- Charlie McCoy - chitarra
- Reggie Young - chitarra
- Sid Sharp - strumenti a corda
- The L.A. Strings - strumenti a corda
- Norbert Putnam - basso
- Kenny Buttrey - batteria

Sweet, Fast Hooker Blues
- Buffy Sainte-Marie - pianoforte, voce, arrangiamenti strumenti a fiato
- Dan Fogelberg - chitarra
- Reggie Young - chitarra
- Memphis Horns - strumenti a fiato
- Norbert Putnam - basso
- Kenny Malone - batteria

Generation
- Buffy Sainte-Marie - pianoforte, voce
- Charlie McCoy - chitarra
- Billy Sanford - chitarra
- David Briggs - organo
- Norbert Putnam - basso
- Kenny Buttrey - batteria

Hey! Baby Howdja Do Me This Way?
- Buffy Sainte-Marie - chitarra, voce
- Charlie McCoy - chitarra
- Reggie Young - chitarra
- David Briggs - pianoforte elettrico
- Norbert Putnam - basso
- Kenny Buttrey - batteria
- Kenny Malone - cowbell

I Can't Take It No More
- Buffy Sainte-Marie - voce
- Reggie Young - chitarra elettrica
- John Reid - chitarra acustica
- Sid Sharp - strumenti a corda
- The L.A. Strings - strumenti a corda
- Memphis Horns - strumenti a fiato
- David Briggs - pianoforte
- Norbert Putnam - basso
- Kenny Buttrey - batteria
- Kenny Malone - percussioni

Waves
- Buffy Sainte-Marie - voce
- Jimmy Colvard - chitarra
- Sid Sharp - strumenti a corda
- The L.A. Strings - strumenti a corda
- David Briggs - pianoforte
- Norbert Putnam - basso
- Kenny Buttrey - batteria
- Kenny Malone - percussioni

That's the Way You Fall in Love
- Buffy Sainte-Marie - chitarra, voce
- Dan Fogelberg - chitarra
- Reggie Young - chitarra
- Bill Puett - flauto, recorder
- Norbert Putnam - basso
- Kenny Malone - batteria[1]